# Carouge
Carouge ist eine politische Gemeinde des Kantons Genf in der Schweiz. Die Stadt liegt südwestlich der Arve. Zur Stadt Carouge gehören das Quartier Les Acacias und ein Teil des Quartiers La Praille.
Carouge gilt durch seine Künstler- und Bohème-Szene als das «Greenwich Village Genfs». Gemessen an der Finanzstärke befand sich die Gemeinde auf Platz 11 der 45 Gemeinden des Kantons (Stand 2015).

## Geschichte
Seinen Namen hat der Ort von einer antiken oder frühmittelalterlichen Wegkreuzung, vgl. die älteste Erwähnung des Ortsnamens im frühen Mittelalter Quadruvium (lat. für «Kreuzung»), 1248 Carrogium, im 14. Jahrhundert Quarrouiz oder Quarroggi, 1445 Quaroggio.
Die Stadt ist im letzten Viertel des 18. Jahrhunderts von der sardinischen Monarchie (Haus Savoyen) von Grund auf neu errichtet worden, um die Nachbarstadt Genf zu konkurrenzieren. Zu diesem Zweck verkündete Viktor Amadeus III. ein Toleranzedikt, das den Bürgern erlaubte, ihre Religion ohne Verfolgung auszuüben. 1754 zählte man 24 Häuser, 1772 767 Einwohner, 20 Jahre später bereits 4672 Einwohner. Zu dieser Zeit war die Bevölkerung Carouges bunt gemischt. So bestand sie 1786 aus 51 % Franzosen, 26,3 % Savoyern und Piemontern, 7,8 % Deutschen, 6,5 % Genfern und 5,5 % sonstigen Schweizern. Zahlreiche Juden liessen sich nach ihrer Vertreibung aus Schweizer Städten wie Bern, Freiburg und Neuenburg dauerhaft in Carouge nieder. Bereits 1780 nahm Carouge elsässische Juden auf, wie auch einige aus England, Deutschland, Ungarn und Italien. Nur ausgewählte Berufsjuden wurden zugelassen. Eine Anzahl anderer Juden wurde 1787 vertrieben. Für kurze Zeit war Carouge ein Ort, an dem Protestanten, Juden und Freimaurer nebeneinander wohnten, und jeder hatte sein eigenes Versammlungs- bzw. Gebetshaus.
Im Jahr 1789, kurz vor seinem Tod, schlug Pierre-Claude de La Fléchère den Turiner Behörden vor, Muslime in Carouge zu akzeptieren und die Errichtung einer Moschee zu genehmigen. Diese letzte Vision des Comte de Veyrier wurde nicht verwirklicht; kurz darauf kam Carouge unter französische Herrschaft und musste seine liberale Politik aufgeben.
1792 wurde Carouge französisch. 1816 teilte der Vertrag von Turin die Stadt Carouge dem Kanton Genf und damit der Schweizerischen Eidgenossenschaft zu.

## Bevölkerung

Historisches Luftbild von Werner Friedli von 1963

| Bevölkerungsentwicklung | Bevölkerungsentwicklung | Bevölkerungsentwicklung | Bevölkerungsentwicklung | Bevölkerungsentwicklung | Bevölkerungsentwicklung | Bevölkerungsentwicklung | Bevölkerungsentwicklung | Bevölkerungsentwicklung | Bevölkerungsentwicklung | Bevölkerungsentwicklung | Bevölkerungsentwicklung | Bevölkerungsentwicklung | Bevölkerungsentwicklung |
| ----------------------- | ----------------------- | ----------------------- | ----------------------- | ----------------------- | ----------------------- | ----------------------- | ----------------------- | ----------------------- | ----------------------- | ----------------------- | ----------------------- | ----------------------- | ----------------------- |
| Jahr                    | 1772                    | 1779                    | 1786                    | 1792                    | 1795                    | 1799                    | 1822                    | 1850                    | 1900                    | 1950                    | 2000                    | 2010                    | 2018                    |
| Einwohner               | 567                     | 1155                    | 3188                    | 4672                    | 3594                    | 2935                    | 3571                    | 4403                    | 7437                    | 9290                    | 17'590                  | 20'910                  | 22'458                  |

## Politik

### Legislative – Gemeinderat
- Grüne: 7
- SP: 10
- Mitte-GLP: 4
- FDP: 9
- SVP: 3

Die gesetzgeberische Gewalt wird durch den Munizipalrat (Conseil municipal) wahrgenommen. Er zählt 33 Sitze und wird alle fünf Jahre direkt vom Volk im Proporzwahlverfahren mit einer 7-Prozent-Hürde gewählt. Der Munizipalrat bestimmt das Stadtbudget und stimmt über Vorlagen der Stadtregierung (Conseil administratif) ab. Ausserdem kann er selber Vorstösse lancieren. Die oben stehende Grafik zeigt die Sitzverteilung nach den letzten Gemeindewahlen vom März 2025.

### Nationalratswahlen
Bei den Schweizer Parlamentswahlen 2019 betrugen die Wähleranteile in Carouge: Grüne 28,7 %, FDP 14,7 %, SP 14,7 %, SVP 10,9 %, Sol/POP 10,1 %, CVP 7,8 %, glp 5,2 %, MCG 5,1 %, EVP 0,7 %.

## Sehenswürdigkeiten

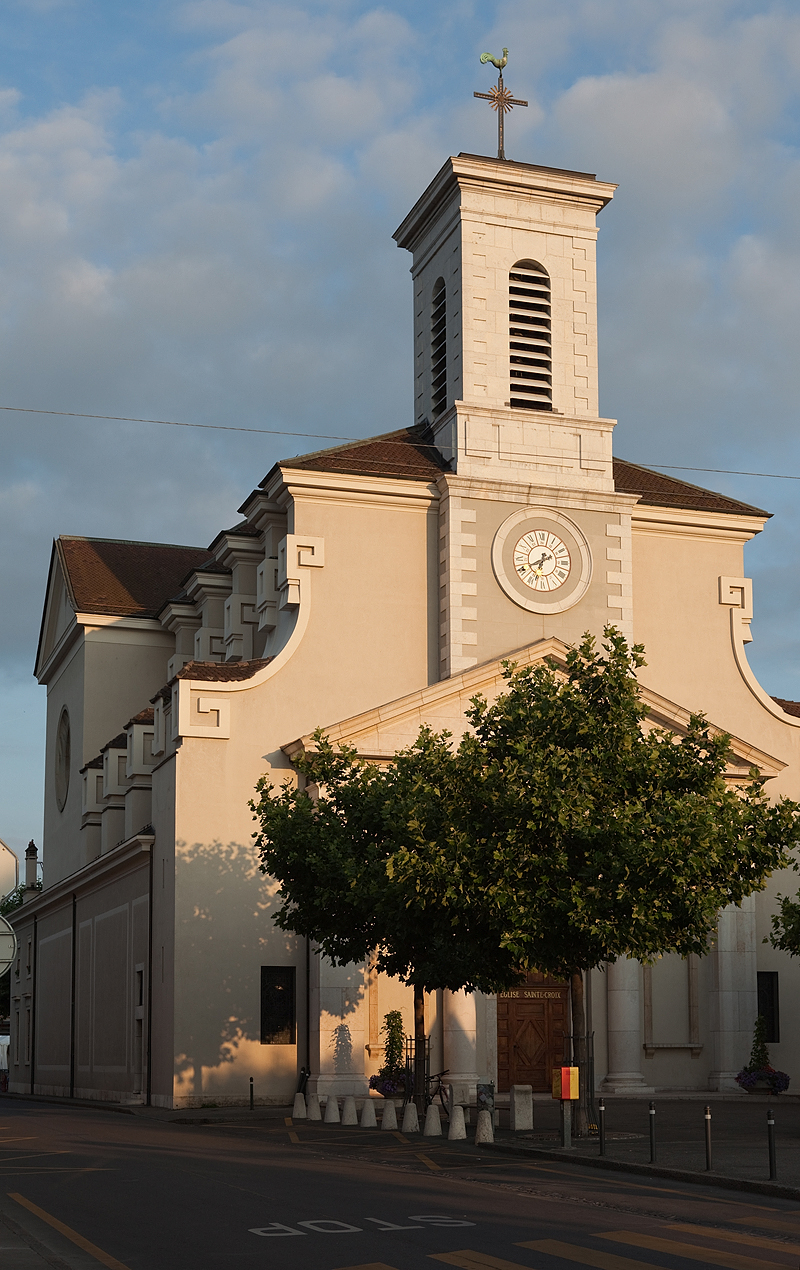
Église Sainte-Croix
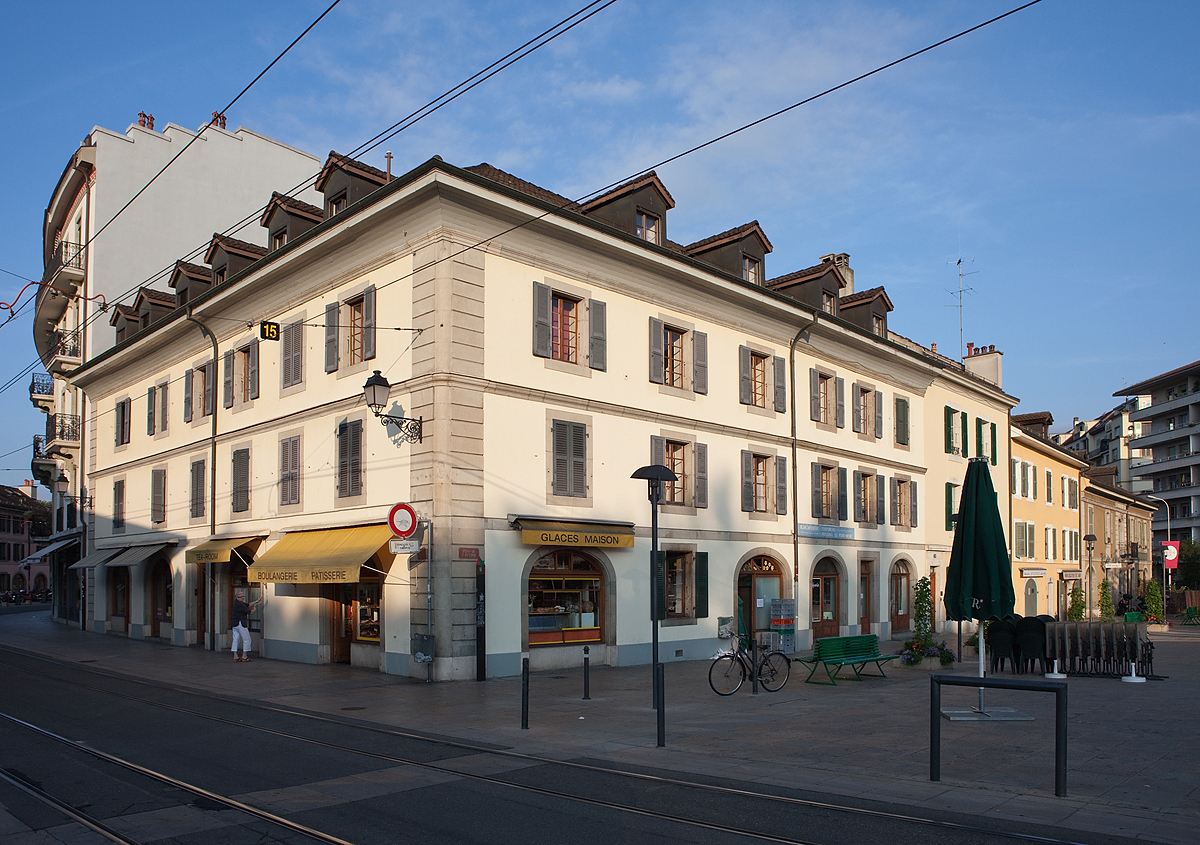
Place de l’Octroi
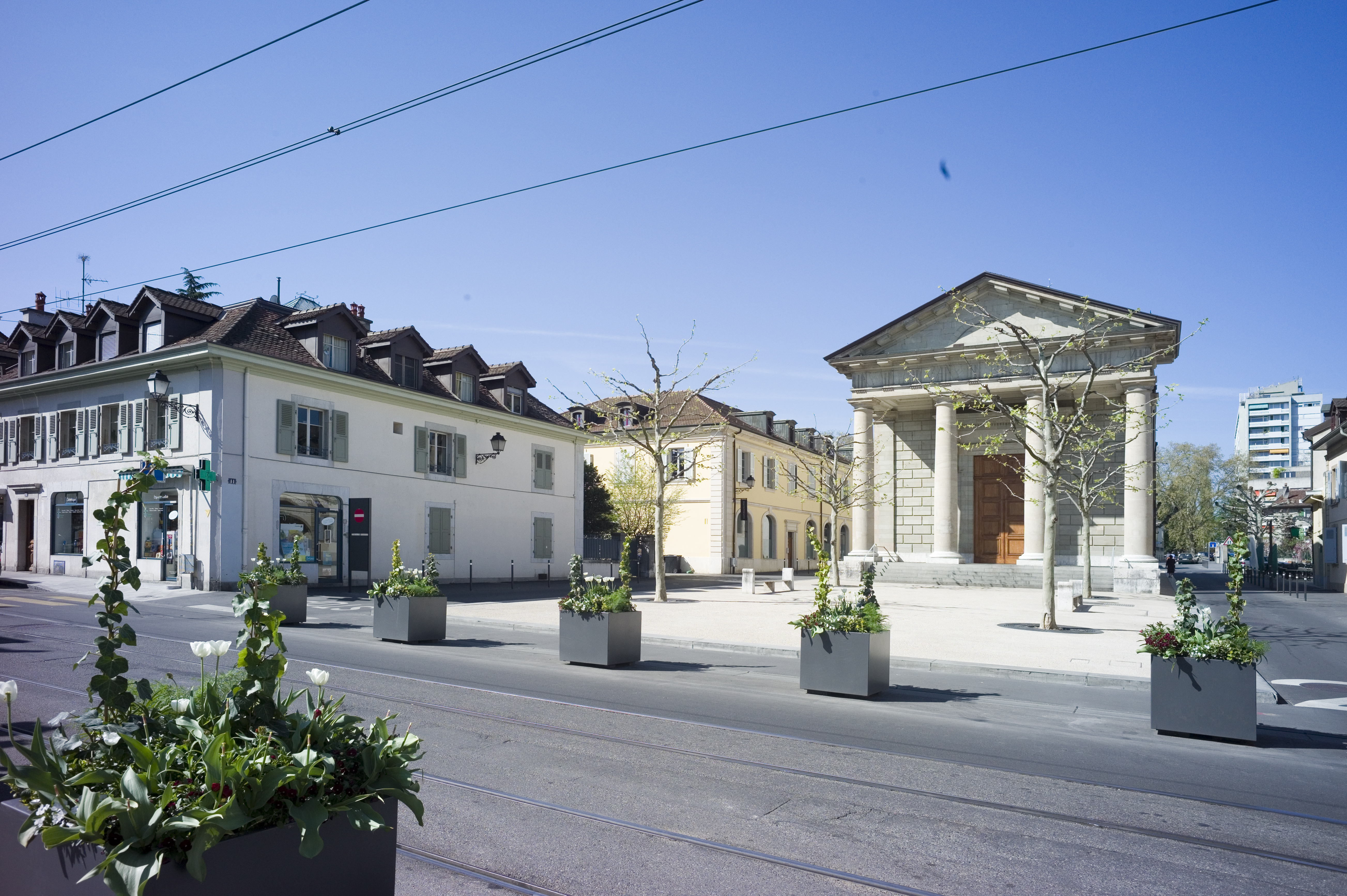
Place du Temple
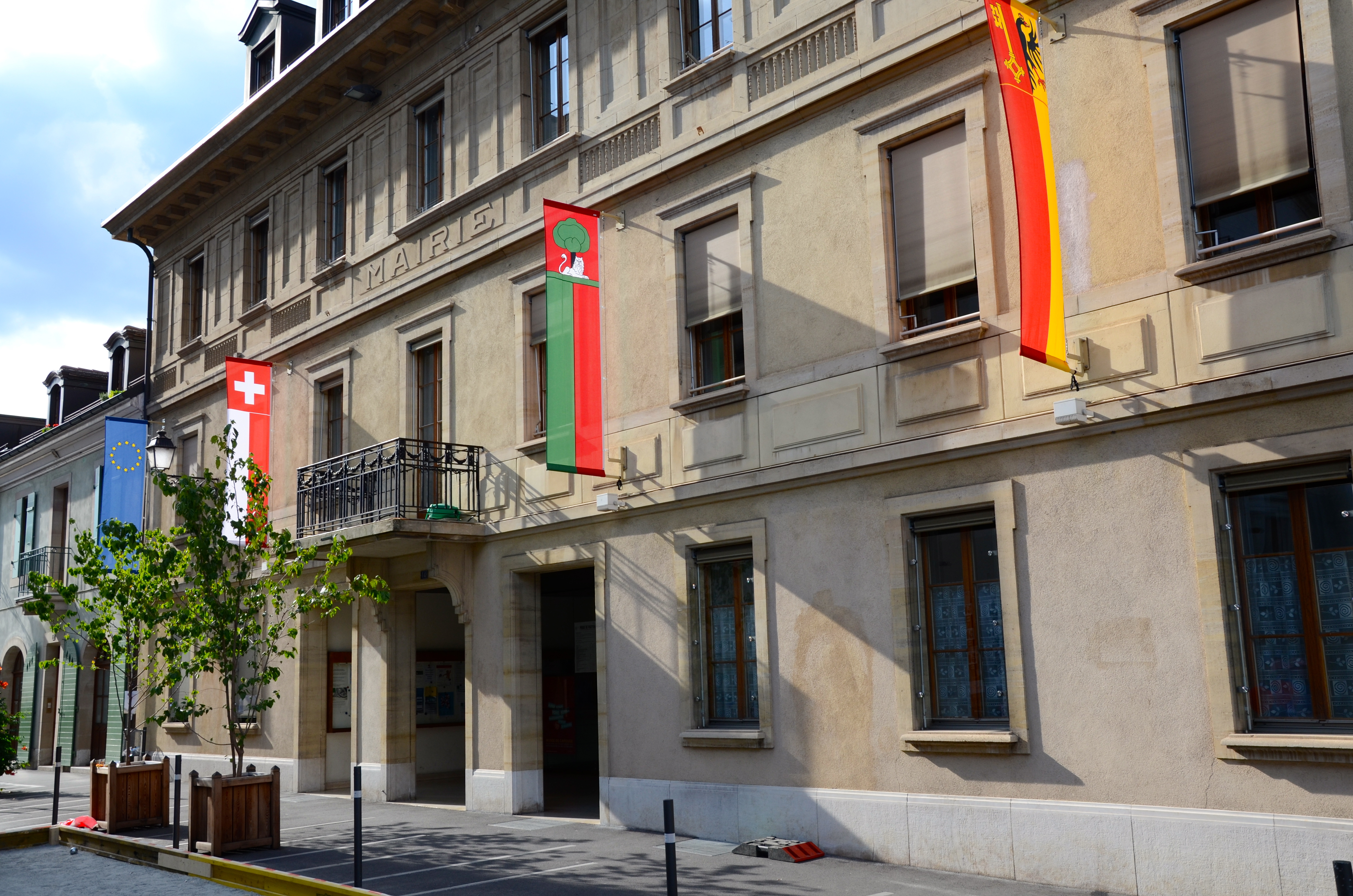
Gemeindeverwaltung
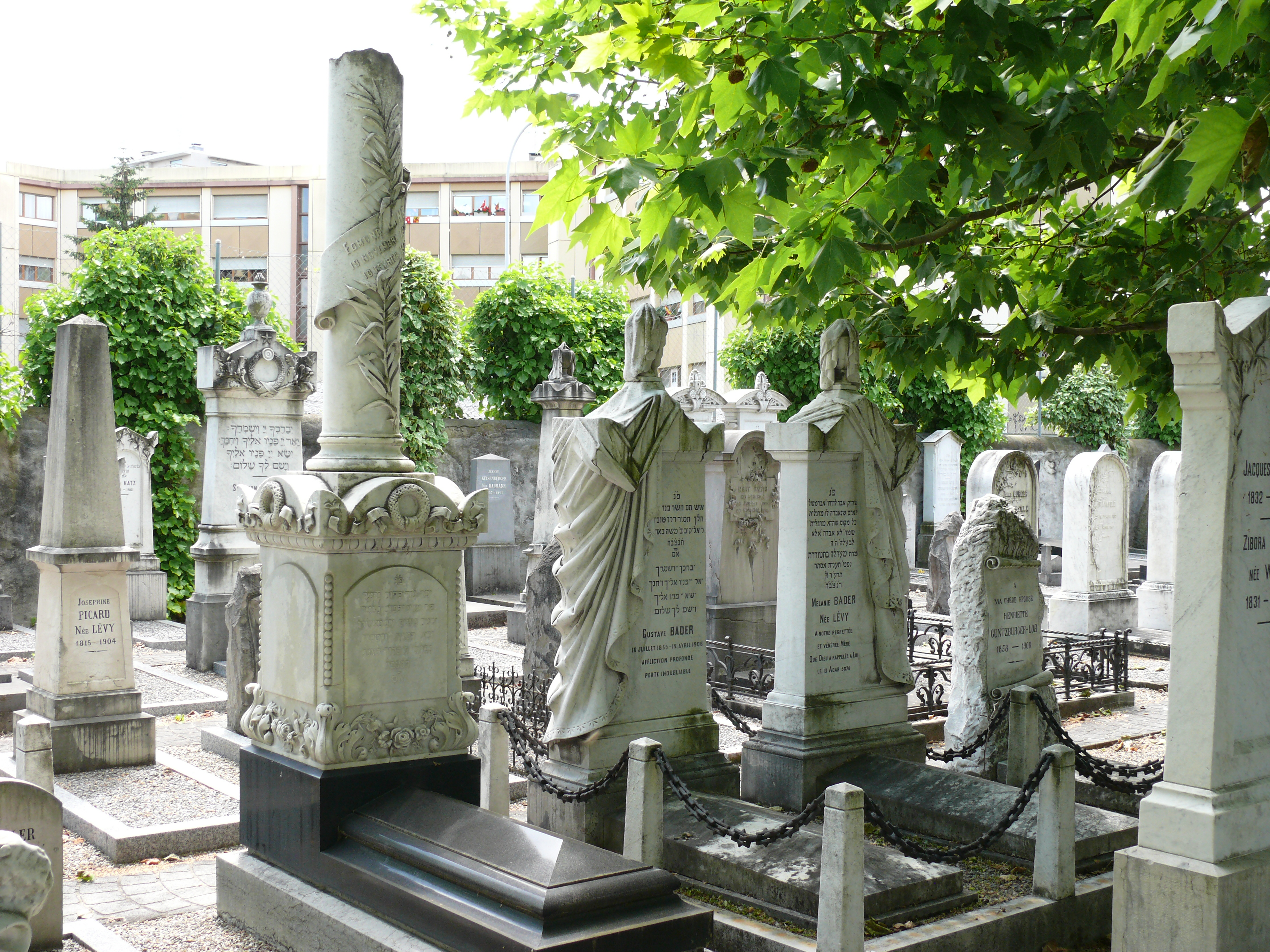
Jüdischer Friedhof Carouge
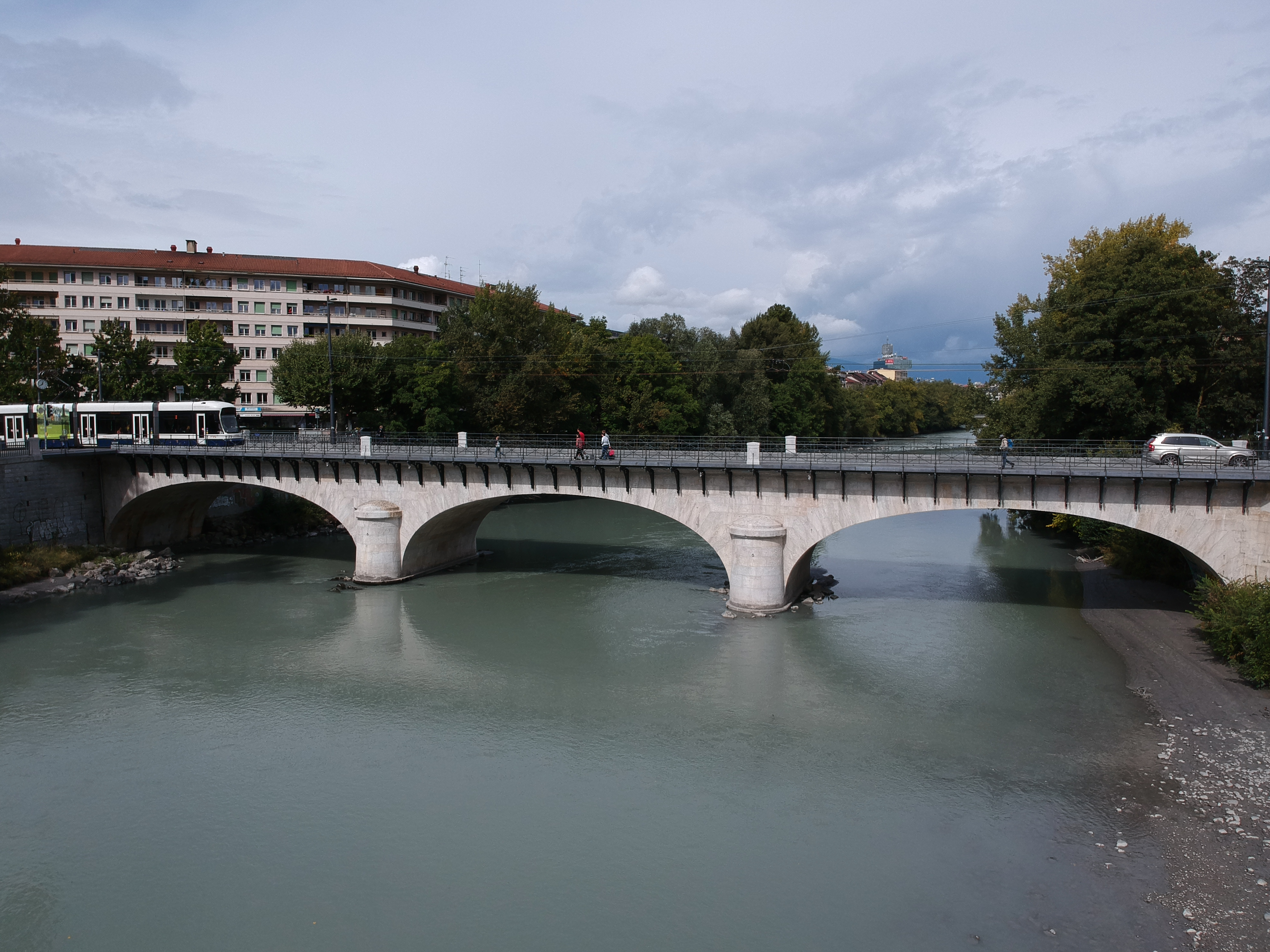
Die Carouge-Brücke nach Genf

## Persönlichkeiten
- Jules Vuy (1815–1896), Jurist, Schriftsteller, Historiker und Politiker
- Jean-Daniel Blavignac (1817–1876), Architekt
- Adolphe Fontanel (1818–1879), Mediziner und Politiker
- Théodore Lissignol (1820–1886), Vermessungstechniker, Jurist und Politiker
- Gaspard Mermillod (1824–1892), Kardinal
- Ferdinand Lassalle (1825–1864), Schriftsteller und Politiker, am 31. August 1864 hier bei einem Duell gestorben
- Moïse Vautier (1831–1899), Schweizer Schmied, Unternehmer und Politiker
- Benjamin Dufernex (1834–1885), Generalprokurator und Ständerat
- Amédée Girod (1835–1905), Jurist und Politiker
- Anatole Mallet (1837–1919), Ingenieur und Dampflokomotiven-Konstrukteur
- Hippolyte Balavoine (1840–1925), evangelischer Geistlicher und Hochschullehrer in Genf, lebte in Carouge
- Pierre Moriaud (1845–1914), Jurist und Politiker, verteidigte unter anderem Luigi Lucheni, Mörder der Kaiserin Elisabeth von Österreich
- Friedrich Müllhaupt (1846–1917), Geograph und Kartograph
- Adrienne Avril de Sainte-Croix (1855–1939), französische Abolitionistin und Feministin
- Alexandre Triquet (1860–1915), Typograf und Politiker
- René Paresce (1886–1937), italienischer Physiker, Maler und Journalist
- Auguste Lemaître (1887–1970), evangelischer Geistlicher und Hochschullehrer
- André-François Marescotti (1902–1995), Komponist, Organist, Chorleiter und Musikpädagoge
- Ernest Strobino (1904–1994), Radsportler
- Marie-Louise Leclerc (1911–2001), Architektin
- François Simon (1917–1982), Schauspieler
- Georges Cottier (1922–2016), Ordensgeistlicher, Theologe und Kardinal
- Gilbert Rey (* 1930), Fussballspieler
- Nicolas Walder (* 1966), Mitglied des Conseil administratif und Nationalrat (Grüne)
- Anne Hiltpold (* 1973), Politikerin und Staatsrätin (FDP)
- Sally Julini (* 2003), Fussballspielerin